# Raj Kumari Pandey
Raj Kumari Pandey (ur. 13 grudnia 1969) – nepalska lekkoatletka, olimpijka.
Uczestniczka igrzysk w Seulu (1988). W Korei Południowej uzyskała 60. wynik w maratonie na 64 sklasyfikowane zawodniczki (3:10:31).
Rekordy życiowe: 800 m – 2:11,05 (1989), 1500 m – 4:34,47 (1990), 3000 m – 9:48,14 (1990), 5000 m – 18:23,99 (1988), 10000 m – 38:23,4 (1989), maraton – 3:10:31. W 2009 roku trzy z tych wyników były rekordami Nepalu (800 m, 1500 m, 3000 m).